# Anna Jermolaewa
 (avril 2024).
La mise en forme du texte ne suit pas les recommandations de Wikipédia : il faut le « wikifier ».
Les points d'amélioration suivants sont les cas les plus fréquents. Le détail des points à revoir est peut-être précisé sur la page de discussion.
- Les titres sont pré-formatés par le logiciel. Ils ne sont ni en capitales, ni en gras.
- Le texte ne doit pas être écrit en capitales (les noms de famille non plus), ni en gras, ni en italique, ni en « petit »…
- Le gras n'est utilisé que pour surligner le titre de l'article dans l'introduction, une seule fois.
- L'italique est rarement utilisé : mots en langue étrangère, titres d'œuvres, noms de bateaux, etc.
- Les citations ne sont pas en italique mais en corps de texte normal. Elles sont entourées par des guillemets français : « et ».
- Les listes à puces sont à éviter, des paragraphes rédigés étant largement préférés. Les tableaux sont à réserver à la présentation de données structurées (résultats, etc.).
- Les appels de note de bas de page (petits chiffres en exposant, introduits par l'outil «  Source ») sont à placer entre la fin de phrase et le point final[comme ça].
- Les liens internes (vers d'autres articles de Wikipédia) sont à choisir avec parcimonie. Créez des liens vers des articles approfondissant le sujet. Les termes génériques sans rapport avec le sujet sont à éviter, ainsi que les répétitions de liens vers un même terme.
- Les liens externes sont à placer uniquement dans une section « Liens externes », à la fin de l'article. Ces liens sont à choisir avec parcimonie suivant les règles définies. Si un lien sert de source à l'article, son insertion dans le texte est à faire par les notes de bas de page.
- La présentation des références doit suivre les conventions bibliographiques. Il est recommandé d'utiliser les modèles {{Ouvrage}}, {{Chapitre}}, {{Article}}, {{Lien web}} et/ou {{Bibliographie}}. Le mode d'édition visuel peut mettre en forme automatiquement les références.
- Insérer une infobox (cadre d'informations à droite) n'est pas obligatoire pour parachever la mise en page.

Pour une aide détaillée, merci de consulter Aide:Wikification.
Si vous pensez que ces points ont été résolus, vous pouvez retirer ce bandeau et améliorer la mise en forme d'un autre article.
Anna Jermolaewa ou Anna Yermolaeva (née Анна Ермолаева en 1970 à Leningrad) est une artiste conceptuelle d'origine russe qui vit à Vienne en Autriche, depuis 1989, après s'être enfuie de la Russie.
Elle utilise dans son travail de nombreux médias (vidéo, installation, peinture, performance, photographie, sculpture) , et représente l'Autriche à la Biennale de Venise 2024.

## Biographie
Née à Saint-Pétersbourg (Leningrad), elle fuit la Russie à l'âge de 19 ans en raison de son activité de résistance politique.
Arrivée en Autriche en 1989, elle étudie l'histoire de l'art à l'Académie d'Art de Vienne, puis la peinture, les arts graphiques, et les nouveaux médias avec comme enseignant Peter Kogler.
Elle est professeur spécialisée en Media Art à l' Université d'Art et Design de Karlsruhe de 2005 à 2011, puis Guest Professor of Art in Contemporary Context, Kunsthochschule à Kassel de 2016 à 2017, et enfin depuis 2018 Professor for Experimental Design à l'Université Art and Design de Linz, en Autriche.
Exposant son travail à partir de 2009, ses oeuvres font désormais partie de nombreuses collections publiques.
Présente une première fois à l'Arsenal, Biennale de Venise en 1999 avec Chicken Triptych, Anna Jermolaewa est sélectionnée pour concevoir le Pavillon Autrichien lors de la Biennale de Venise 2024, avec la commissaire d'exposition Gabriele Spindler sous le titre A Language of Resistance.
Anne Jermolaewa s'intéresse aux structures sociales, examinées sous l'angle de leur impact dans la vie quotidienne. Les liens entre individu et masse, liberté et interdictions, pouvoir et absence de pouvoir; nourrissent son travail artistique.
Entrant en résonance avec son parcours personnel, de migration et d'exil politique, son oeuvre artistique est marquée par la critique sociale et politique, notamment du régime russe. 
Elle est également engagée dans des actions de solidarité avec l'Ukraine, en tant que cofondatrice de l'organisation Fondation Ariadne – We Refugees for Austria.

## Case N° 64
Anna Jermolaewa, son époux, le poète Ukrainien Vladimir Yaremenko et un de leurs amis, Artem Gadasik, s'engagent dans la lutte dans le mouvement Democratic Union. Ils publient clandestinement une revue illustrée sous le titre "Democratic Opposition" avec comme slogan :  liquidation of the totalitarian State. Au bout d'un an et demi, une enquête criminelle est ouverte sur cette organisation. Le KGB interroge plusieurs centaines de personnes. Visés en tant que  Case No. 64 , Anna et Vladimir décident de fuir la Russie. Une chaine de solidarité leur permet d'aller à Cracovie, puis à Vienne, où ils survivent quelque temps dans la rue avant d'être orientés vers le tristement célèbre camp de transit de Traiskirchen, où les condtions d'accueils sont  dénoncées par les organismes internationaux depuis des années,,.

## Vidéos
Réalisations vidéos en lien avec les installations (sélection).
- Chernobyl Safari (2014, instal)
- Hyperreality TV (2016, short)
- Monument to a Destroyed Monument (2016, instal)

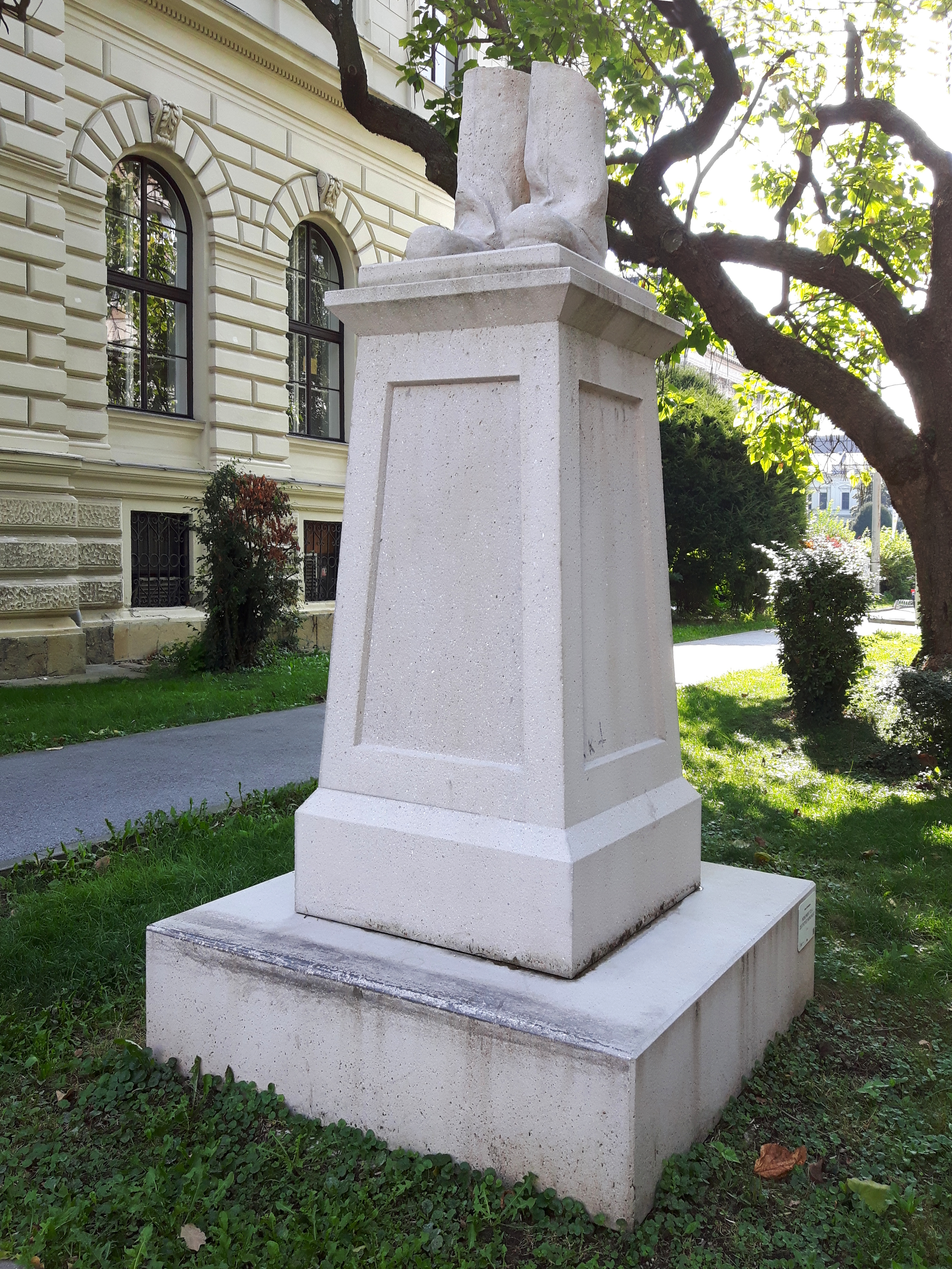
"Monument à un monument détruit" par la place de l'université Anna Jermolajewa à Karl-Franzens-Universität, Graz 2016

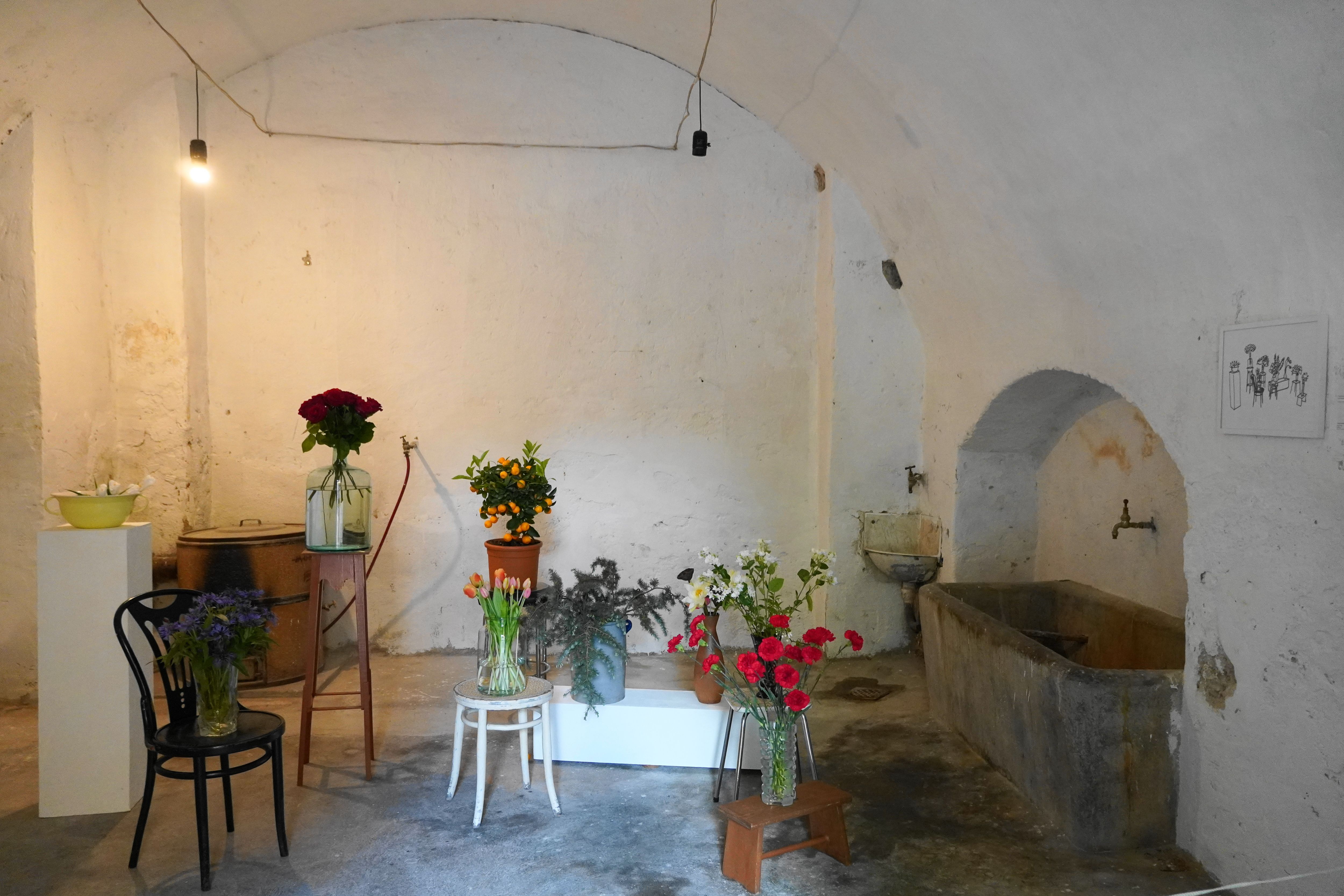
Buanderie avec auge en pierre dans la cour de ferme du monastère de Millstatt par Anna JERMOLAEWA (RU) et MARCK (CH), installation artistique 2022, Carinthie, Autriche, Union européenne

- Leninopad (2017, short)

## Expositions (extraits)
- Kunsthaus Bregenz au Schlossmuseum Linz (2023)
- Musée des arts appliqués (MAK), Vienne  (2022)
- Magazin4, Bregenz (2020) ; Kunstraum Weikendorf
- Musée de l'histoire de la photographie, Saint-Pétersbourg (2017)
- 21er Haus, Vienne (2016)
- Galeria Zachęta, Varsovie (2015)
- Galerie d'art Victoria, Samara (2013)
- Kunsthalle Krems (2012)
- Institut d'art contemporain, Sofia (2011)
- Association artistique de Friedrichshafen (2009)
- Musée d'art moderne, Passau (2004)

## Biennales
- A langage of resistance, Biennale de Venise (2024)
- Biennale d'art contemporain de Moscou, Moscou, Russie (2015)
- L'École de Kiev, Biennale de Kiev, Kiev, Ukraine (2015)
- Sweet Dew – After 1980. 20th Anniversary of the Gwangju Biennale, Gwangju Museum of Art, Corée (2014)
- Production of Meanings, 2e Biennale industrielle d'art contemporain de l'Oural, Ekaterinbourg, Russie (2012)
- Forget Fear, 7e Biennale d'art contemporain de Berlin, Berlin, Allemagne (2012)
- Triennale Linz 1.0  – Art contemporain en Autriche, Linz, Autriche (2010)
- Chicken Triptych - APERTutto, 48e Biennale de Venise, Italie (1999)

## Distinctions
- Concours d'art Römerquelle 1999
- 2000 Prix Professeur Hilde Goldschmidt
- 2002 Prix Pfann - Ohmann de la TU Vienne
- Prix de promotion 2004 de la ville de Vienne
- Prix art T-Mobile 2006
- Prix des Beaux-Arts de la Ville de Vienne 2009
- Prix de l'artiste exceptionnel 2011 (dialogue interculturel)
- Prix d'art autrichien 2020 pour les arts visuels
- Prix Otto Breicha 2021
- Prix Dr Karl Renner 2022